# Chácara Baruel

A chácara nas primeiras décadas do século XX

A Chácara Baruel foi uma propriedade rural localizada no Alto de Santana, zona norte da cidade de São Paulo. Era a residência da Família Baruel, tradicional e influente família do bairro de Santana. Ao longo do século XX a propriedade foi desmembrada e vendida em lotes. Os resquícios da propriedade são a Biblioteca Narbal Fontes e o Palacete Baruel.

## História
O alferes de milícias Francisco Antônio Baruel, representante de uma das primeiras famílias da zona norte, era agricultor, criador de animais, fabricante de farinha e telhas, e proprietário de fazendas, dentre elas a Baruel. As telhas fabricadas por ele no Sítio Morrinhos eram transportadas por canoas através dos rios rio Tietê e Tamanduateí até o Porto Geral. Até 1890 a família residiu no Sítio Morrinhos, localizado no atual bairro de Jardim São Bento.

### A Chácara

Palacete Baruel, castelo construído no estilo normando

Em 1852 Francisco Antônio Baruel adquiriu terras na atual zona norte paulistana. Na chácara comprada havia plantações de café, estando localizada onde hoje estão as ruas Conselheiro Moreira de Barros, Voluntários da Pátria e Paulo Gonçalves e outras vias do Alto de Santana. Possuía aproximadamente um alqueire de área, ou seja, 24.250 m². Nesta propriedade era produzido arroz, feijão, milho e cana através do trabalho compulsório de 30 escravos.
Baruel ficou muito rico, é possível ver sua riqueza através das mansões da chácara, como o Palacete Baruel construído em 1879. No ano de 1890 seus descendentes transferiram-se para Alto de Santana, sendo construído um hospital em estilo normando.
O alferes teve cinco filhos com a esposa Ana Maria da Conceição, dentre eles se destacou Francisco Nicolau Baruel, que herdou a propriedade após a morte de seu pai. Era farmacêutico, empresário e vereador municipal. Fundou a Farmácia Baruel localizada no centro da cidade, nas esquinas da Praça da Sé e Rua Direita, sendo bem reconhecida pelos paulistanos no início do século XX. Nesta época a chácara sediava concursos promovidos pelos alunos da Faculdade de Direito da Universidade de São Paulo chamados de bezerril, que tinham o intuito de saber quem consumia mais leite num só gole. Os estudantes de Direito freqüentavam bastante a propriedade.
Após a morte de Nicolau Baruel em 5 de fevereiro de 1928, a propriedade foi desapropriada para ser o Palácio de Verão do Governo do Estado, porém foi cancelado o projeto pois o Governo não possuía o valor estabelecido, então os imóveis foram devolvidos à família novamente. Nos anos seguintes a propriedade foi desmembrada e vendida em lotes.
Castelo

A atual Biblioteca Narbal Fontes foi uma casa da Chácara Baruel

Por volta do ano de 1879 o castelo foi edificado, sendo a sede da chácara, construído em estilo normando é considerado um patrimônio histórico, pois guarda resquícios da época e do bairro. Nunca fora habitado. Tempos depois este palacete foi um orfanato dirigido por Pérola Byington, atualmente uma clínica fisioterápica.
Casa de Dona Maria

Lateral do Palacete Baruel

Construída em 1925, de estilo normando com rico trabalho arquitetônico retoma a história de Santana, bairro paulistano. Foi habitada por Dona Maria Baruel Galvão Bueno, filha de Francisco Nicolau Baruel. Atualmente ocupa 1.450 m² e atualmente é uma biblioteca pública, a Narbal Fontes. Desde sua fundação passou por diversas reformas, é um patrimônio histórico santanense.
Família Baruel e legado
Os Baruel eram uma tradicional e influente família santanense. Próximo à chácara, na atual rua Voluntários da Pátria situava-se o Colégio de Sagrado Coração de Maria que atualmente é conhecido como Colégio Santana e ao lado deste foi construída a Capela de Santa Cruz em 1895,  o senhor Pedro Doll, um proprietário de terras do bairro de Santa Teresinha e a Família Baruel ajudaram na construção da atual paróquia no bairro de Santana. Pedro Doll e Francisco Baruel foram homenageados com ruas no Alto de Santana. Em homenagem a família há um bairro chamado Vila Baruel e a Avenida Baruel, ambos no distrito da Casa Verde.
Uma das heranças da família é a Casa Baruel, indústria do ramo de higiene fundada em 1892 por Francisco Nicolau Baruel, conhecida atualmente por Baruel.

## Tombamento e reutilização
Em 1949 o Estadão noticiou que durante uma sessão na Camara de São Paulo, houve diversas propostas para a reutilização da Chácara, uma delas era a criação de um parque no local. A partir daquele ano foi declarado local de utilidade pública e o projeto foi enviado para a Secretaria de Educação e Cultura. No mesmo ano Jânio Quadros e Cantídio Sampaio reafirmaram que a medida foi estabelecida ao alto interesse para população paulistana. Em 1950 houve um veto do prefeito Asdrúbal da Cunha para a proposta de  desapropriaçao da chácara e transformação em um parque. Com isso a população de Santana protestou contra a derrubada de árvores e o veto do então prefeito.
Já em 1952 no mesmo jornal foram anunciadas as primeiras casas a venda no antigo terreno da Chácara Baruel. além do descontentamento da Sociedade Amigos da Cidade, afirmando que a população de Santana assistiu revoltada ao desaparecimento da Chácara, diante o veto do prefeito para estabelecimento de projetos urbanos na área. A Biblioteca Narbal Fontes foi inaugurada no dia 27 de março de 1954.
O Palacete Baruel e a Biblioteca Narbal Fontes foram tombado em março de 2018 pelo Conselho Municipal de Preservação do Patrimônio Histórico, Cultural e Ambiental da Cidade de São Paulo (Conpresp).

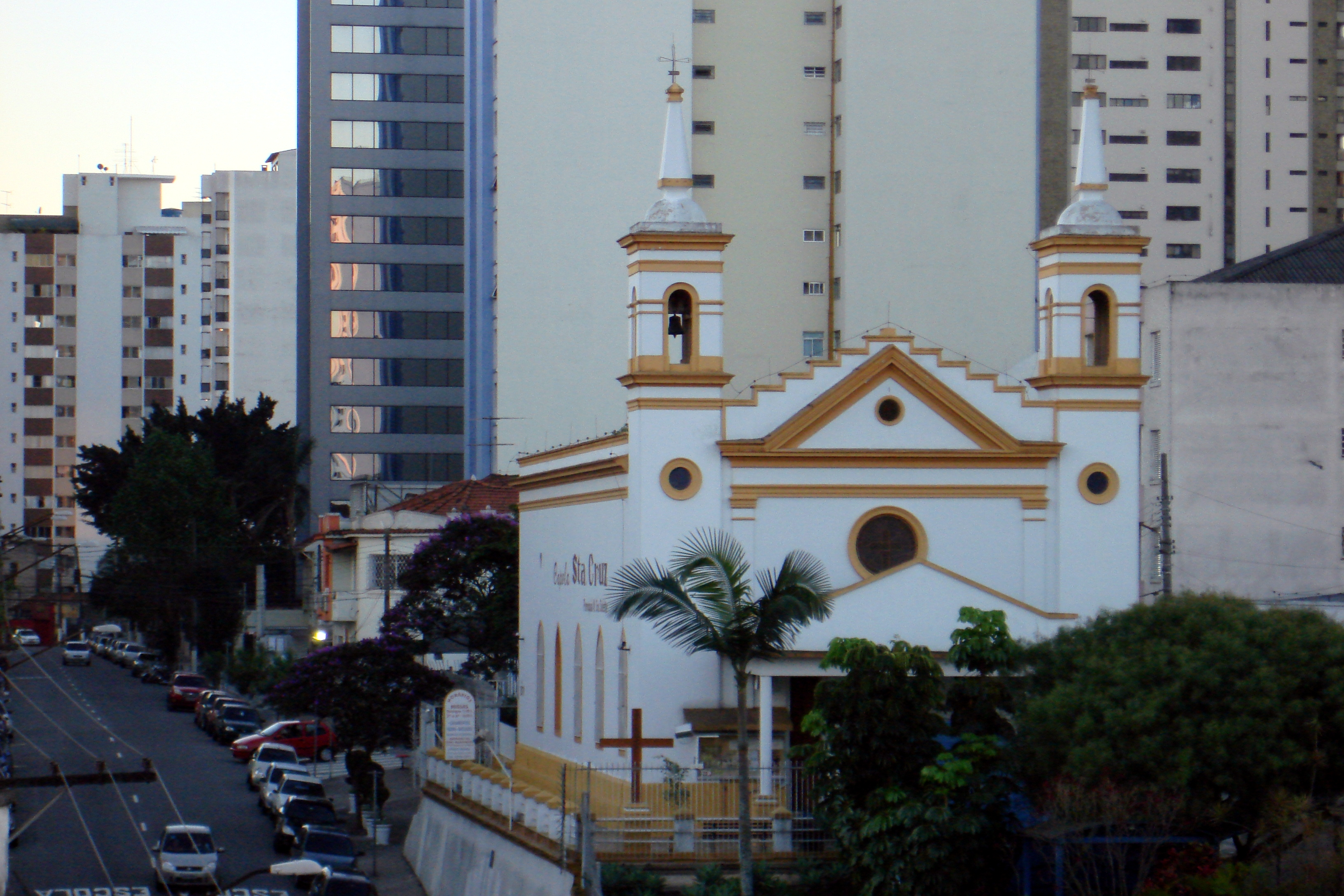
A Capela de Santa Cruz da Rua Voluntários da Pátria

### Cronologia[3]
- 1702- Construção do Sítio Morrinhos;
- 1852- Compra do Sítio Morrinhos;[23]
- 1879- Construção do Palacete Baruel;
- 1890- Descendentes transferiram-se para Alto de Santana, numa área de 1 alqueire (24.250m²), sendo construído um hospital (em estilo normando);
- 1895- Construção da Capela de Santa Cruz;
- 1925- Construção da residência da filha do Sr. Baruel, Maria Baruel Galvão Bueno (atual biblioteca);
- 1928- Falecimento de Francisco Nicolau Baruel, farmacêutico, filho de F. Antônio Baruel;
- 1945- Desapropriação da chácara para ser Palácio de Verão do Governo do Estado (cancelada por valor inferior ao real): imóvel devolvido a família;
- 1952- Desapropriação;
- 1954- Inauguração da Biblioteca Narbal Fontes.

## Fotos

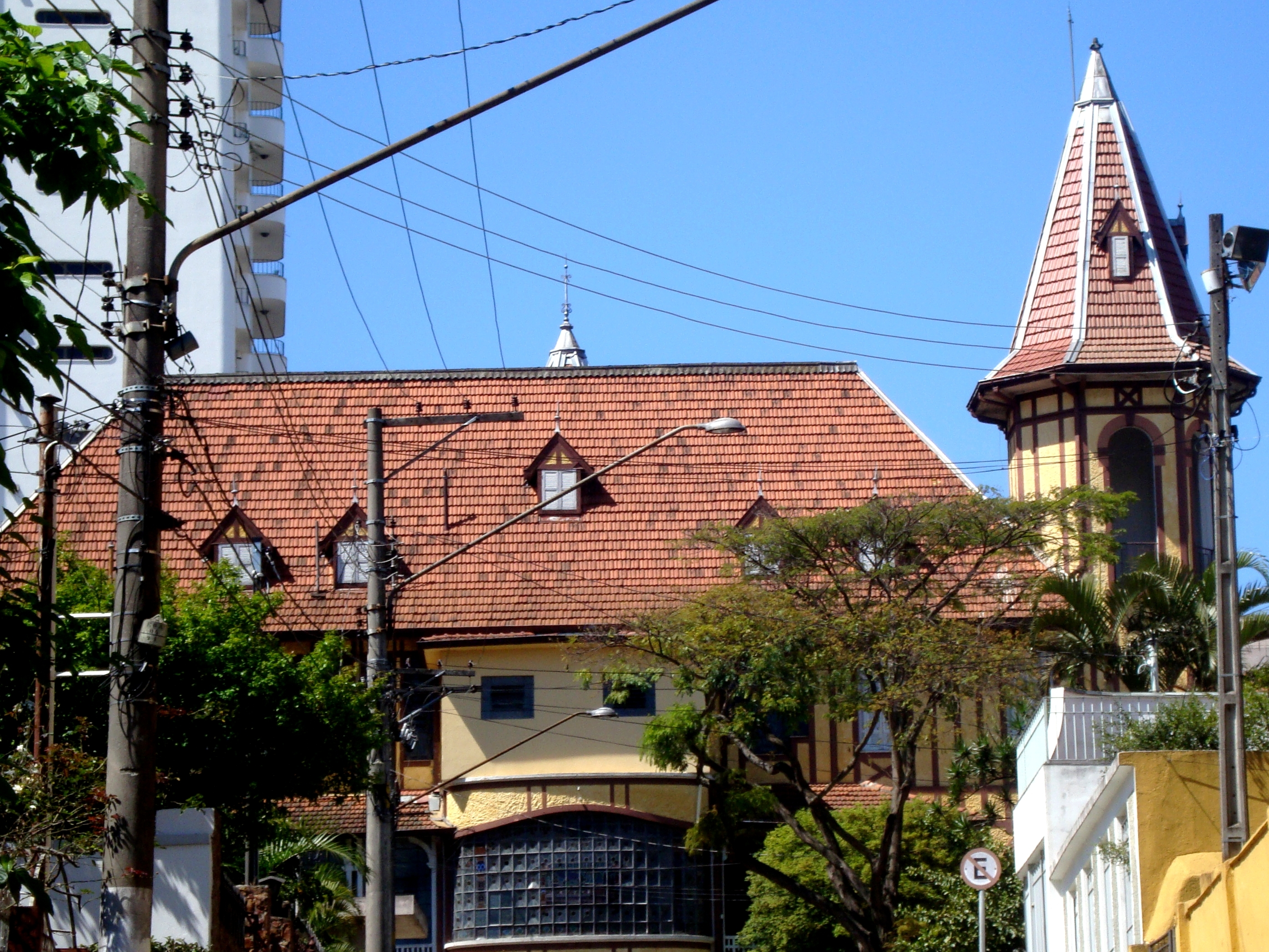
Palacete Baruel, visto da Rua Paulo Golçalves
Palacete na década de 1950
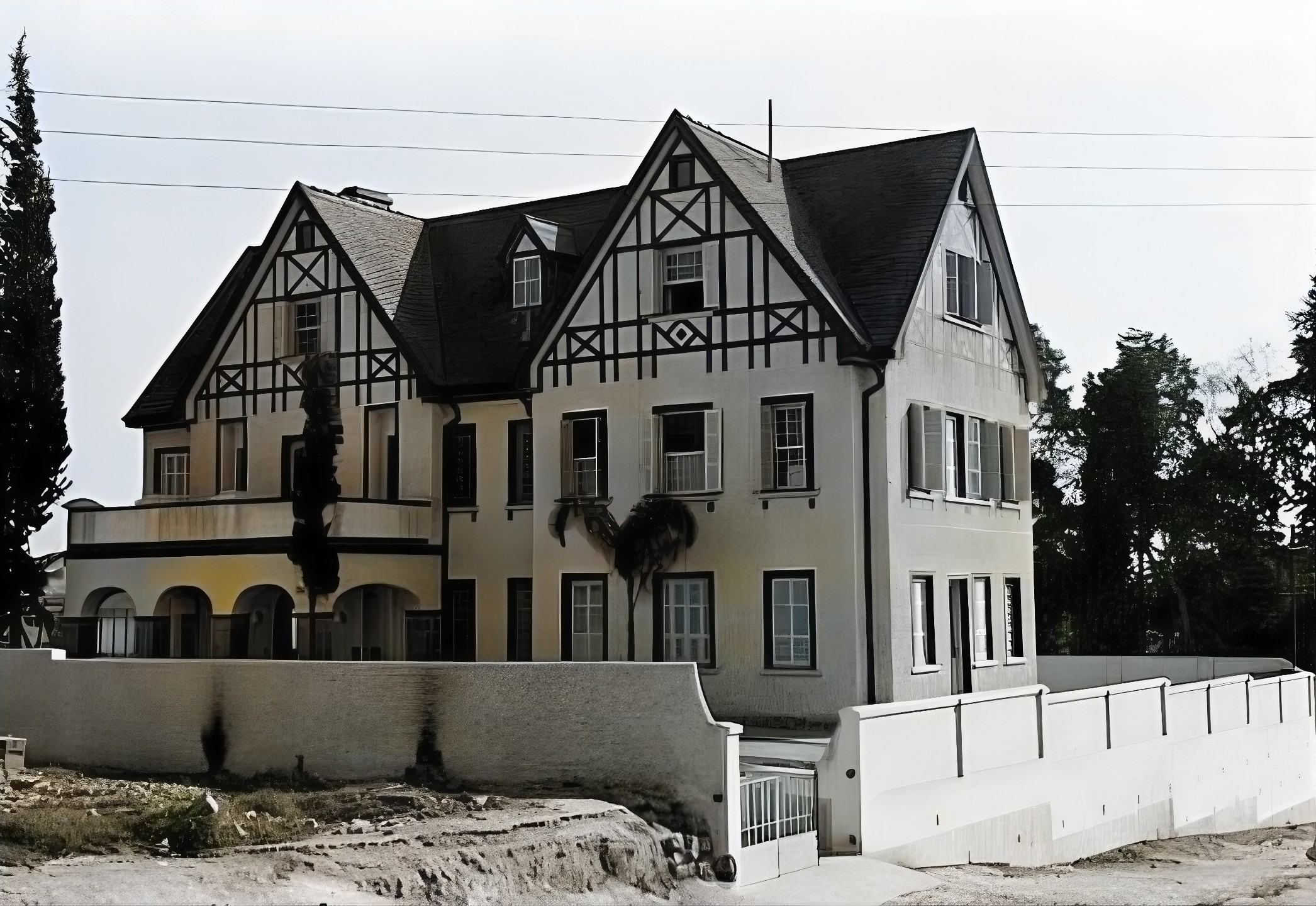
Biblioteca Narbal Fontes antes
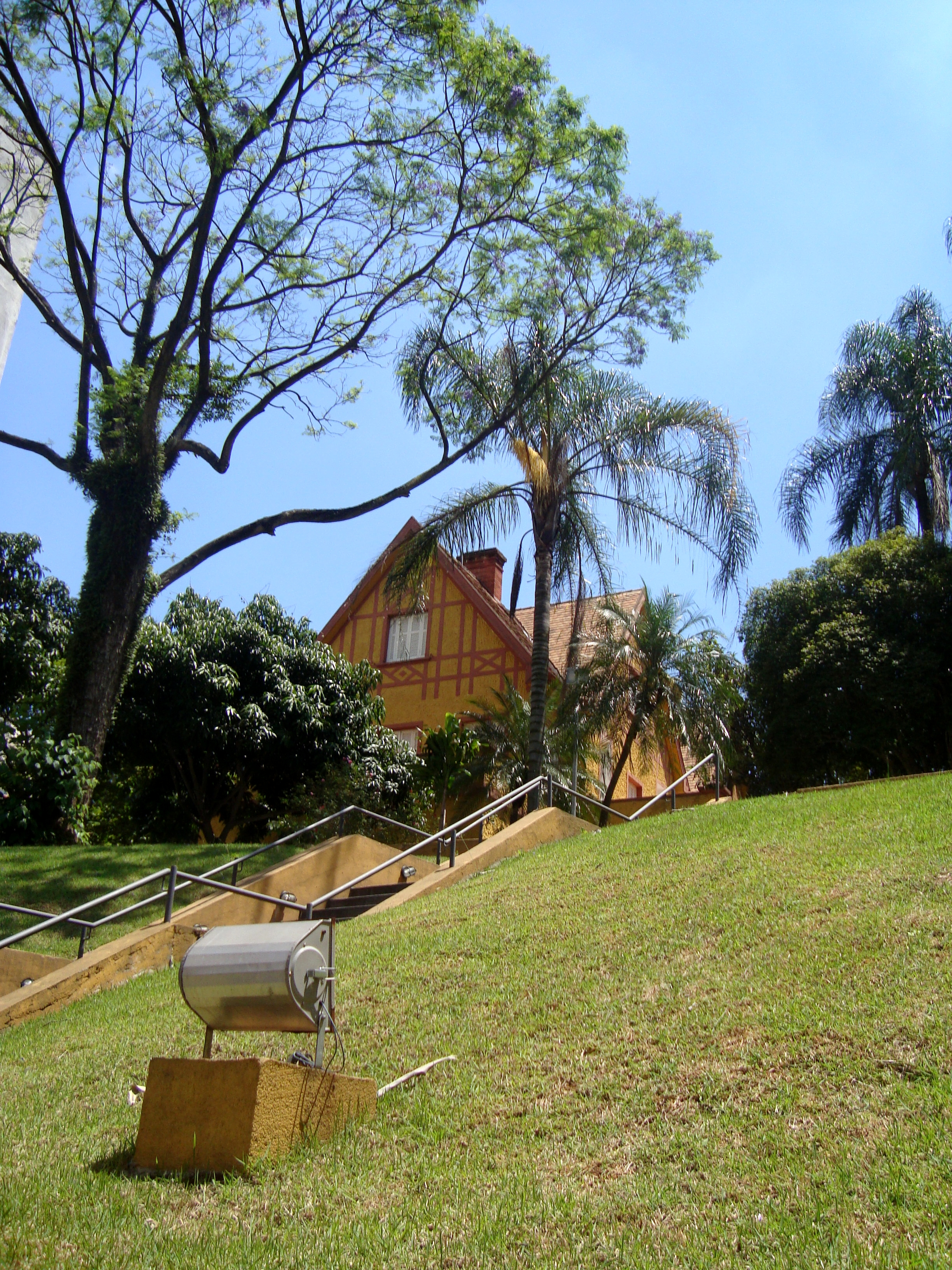
Arborização da Biblioteca Narbal Fontes
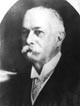
Francisco Nicolau Baruel
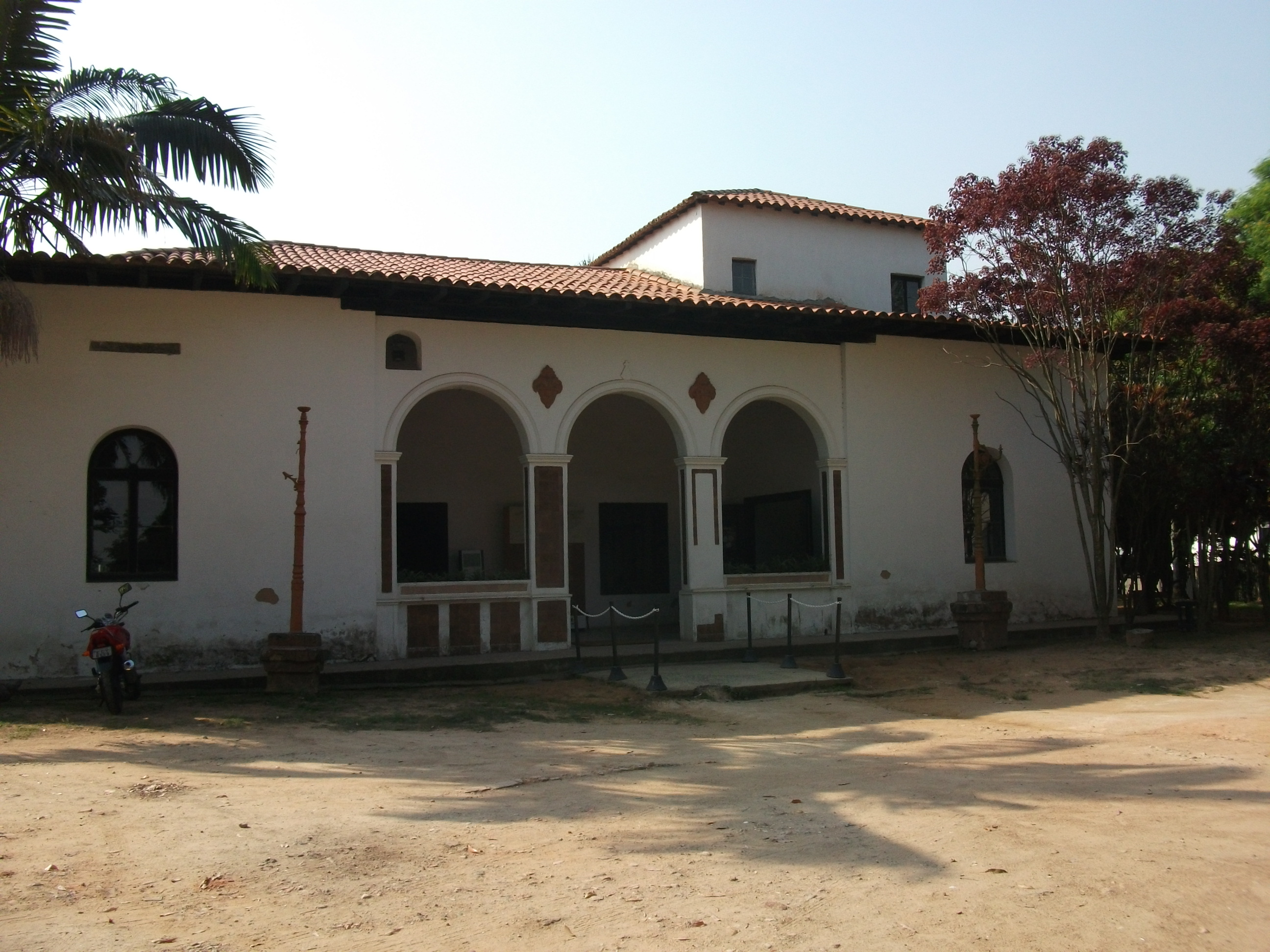
Sítio Morrinhos, outra propriedade da família